# Paul Bauldri
Ne doit pas être confondu avec Paul Baudry.
Paul Bauldri, dit d’Iberville, né en 1639 à Rouen et mort le 16 février 1706 à Utrecht, est un historien français.

## Biographie
Fils d’Anne Mazuré et de Paul Bauldri, ce dernier, qui était riche, le fit élever avec beaucoup de soin. Après avoir achevé ses humanités au collège du Quevilly, où les réformés rouennais avaient leur temple et un collège, il fut envoyé à l’académie de Saumur où il étudia l’hébreu sous Louis Cappel et la théologie avec le même, ainsi que Moïse Amyraut et Josué de La Place. Il se perfectionna dans les langues latine et grecque, sous le philologue helléniste Tanneguy Le Fèvre, et à qui il s’attacha particulièrement au point d’entretenir une correspondance avec lui, après son départ de Saumur. Le Fèvre lui dédia même un petit livre, intitulé : Journal du journal : ou Censure de la censure, qu’il avait rédigé contre le premier auteur du Journal des sçavans.
Ses études à Saumur achevées, il se rendit en Angleterre, et séjourna plusieurs années à Oxford, occupé surtout à explorer les trésors de sa riche bibliothèque bodléienne. Pendant ce séjour, il sut se faire apprécier de l’ambassadeur de France en Angleterre, marquis de Ruvigny, ainsi que du bibliothécaire du roi Charles II, Henri Justel, et du savant évêque d’Oxford, John Fell.
De retour en France après deux voyages en Angleterre, il s’adonna entièrement à l’étude. Il étudia ainsi, pendant un an, l’arabe sous la direction d’un locuteur natif qu’il avait amené exprès d’Angleterre, pour lui apprendre sa langue. Augmentant tous les jours sa bibliothèque, il s’attacha à en faire le plus d’usage qu’il put en entretenant une correspondance épistolaire avec la plupart des savants de l’Europe. Il se lia notamment d’amitié particulière avec le célèbre érudit de son époque, Émery Bigot.
En 1682, il épousa, à Rouen, Madeleine Basnage, fille d’Henri Basnage de Franquesnay. Cependant la multiplication des persécutions contre les protestants faisait prévoir la révocation prochaine de l’Édit de Nantes. Protestant zélé fermement décidé à ne pas abjurer sa religion, Bauldri résolut alors d’aller chercher asile en Angleterre.
Informés de son projet, les amis qu’il avait en Hollande l’y appelèrent, et engagèrent le magistrat d’Utrecht à lui offrir la chaire de professeur extraordinaire d’histoire sacrée. L’ayant acceptée, le 4 mai 1685, il se préparait à partir, abandonnant sans regret une fortune de plus de 500 000 écus, lorsqu’un ordre du roi, sollicité par l’archevêque de Paris qui, malgré un échec récent, n’avait pas renoncé à l’espoir d’obtenir la conversion d’un personnage aussi considérable, vint lui défendre de sortir du royaume. Obligé de recourir à la ruse, Bauldri acheta 500 florins la discrétion d’un capitaine à la suite duquel il réussit à s’échapper, déguisé en valet. Sa femme, son fils et sa fille encore en bas âge, le rejoignirent en Hollande au mois d’octobre.
Après neuf ans dans la chaire de professeur extraordinaire en histoire sacrée à l’université d'Utrecht, il reçut celle de professeur ordinaire, le 11 mars 1695. Il put recouvrer la bibliothèque qu’il avait formée, parce qu’un des Basnage avait emportée avec la sienne, mais le reste de ses biens fut, en revanche, confisqué, et les États d’Utrecht tentèrent inutilement, lors du traité de Ryswick, de les lui faire rendre. Paquot affirme qu’outre les ouvrages mentionnés dans sa bibliographie, Bauldri avait écrit d’autres ouvrages qui n’ont pas été publiés. Il prononça notamment, le 14 octobre 1686, à son entrée dans sa chaire d’histoire sacrée, un discours intitulé De antiquo more convertendi hæreticos, multùm dissimili ei qui nunc viget in Galliis, dont aucune trace n’a été retrouvée dans les ouvrages de bibliographie.
À sa mort, chargé d’infirmités, aimé et estimé de tous ceux qui le connaissaient, son éloge fut publié par le philologue Hadrian Reland.

## Publications
- Éloge de Matthieu de Larroque, ministre de Rouen, imp. dans les Nouv. de la république des lettres, mars 1684.
- L. C. Firmiani Lactantii de Mortibus persecutorum. Traject. ad Rhen., 1692, in-8°. La 1re partie de cet ouvrage contient le texte du traité, De mortibus persecutorum (it) de Lactance avec les notes du nouvel éditeur et de quelques autres. Les remarques de Baluze, de Cuyper, de Columbus et de Toinard forment la seconde avec une dissert. de Dodwell De ripa striga, et la préface de Dom Ruinart aux Actes sincères des martyrs. Les notes de Bauldri sont fort érudites ; elles ont été insérées en entier dans l’édit. de Lactance par Lenglet-Dufresnoy.
- Réflexions critiques sur le chap. XXXIII, vers. 5 du Livre de Job, imp. dans l’Hist. des ouvrages des savans, août 1696.
- Lettre sur le même sujet, publ. dans le même recueil, juillet 1697.
- Dissertatio epistolaris in duo N. T. loca (I Tim. III, 16 et Jean XIX, 14), insér. dans la Bibliothèque publiée par Küster sous le nom de Néocorus, 1697.Un anonyme ayant attaqué dans le même journal l’explication que Bauldri donnait au premier Passage, il y répliqua en 1699 par une défense intitulée Epistola ad L. Neocorum, insérée dans le même recueil. L’anonyme ayant répondu de nouveau, en prit le nom de « Philalethe », à laquelle il opposa une duplique qui se trouve dans la même Bibliothèque, mais en se dévoilant, car jusque-là il avait laissé ignorer, qu’il était auteur de ces petits écrits.
- Nouvelle allégorique ou Histoire des derniers troubles arrivés au royaume d’éloquence, Utrecht, 1703, in-12.C’est la 6e édit. de cette satire de Furetière, avec quelques corrections de Bauldri qui y a joint une préface et des notes.
- Syntagma Kalendariorum, Utrecht, 1706, in-fol.Tout ce qui concerne les différents calendriers est rédigé en 28 tableaux, au moyen desquels il est facile de trouver le jour où les différents évènements sont arrivés.